# Assedio di Jülich (1621-22)
L'Assedio di Jülich fu un assedio mosso alla città tedesca di Jülich nell'ambito della guerra dei trent'anni e della guerra degli ottant'anni, combattuta tra l'Impero spagnolo e la Repubblica delle Province Unite. Dopo cinque mesi di assedio l'armata spagnola al comando del generale Ambrogio Spinola prese la fortezza di Jülich, occupata dagli olandesi, costringendo la guarnigione locale alla resa.

## Antefatto
Le ostilità tra Olanda e Spagna ripresero dopo la tregua dei dodici anni. L'alto comando dell'esercito spagnolo fu affidato al generale Ambrogio Spinola, già impegnato nella campagna militare nel Palatinato e lasciata quindi nelle mani del generale conte Tilly. Spinola radunò l'esercito a Wesel. Il principe Maurizio d'Orange pensava che gli spagnoli avessero previsto di attaccarli alla prima occasione utile e per questo rafforzò le difese di Veluwe, Doesburg e IJsselinie; Spinola ad ogni modo aveva altri progetti.
Mentre l'attenzione dell'Olanda era concentrata nell'area della Gheldria, Spinola aveva pianificato un attacco a Jülich che era ancora nelle mani dell'elettore protestante Giorgio Guglielmo di Brandeburgo. Egli pertanto inviò il generale Hendrik van den Bergh supportato da alcuni cavalieri sul posto. Il 30 agosto, con uno stratagemma, catturò Huis te Reydt / te Reide, fingendosi il legittimo proprietario del castello locale venuto a reclamarlo dopo la guerra. Ditford, lasciatosi giocare, venne imprigionato poi per ordine di Maurizio d'Orange e condannato a morte dopo il verdetto della una corte marziale olandese. Van den Bergh ed il suo esercito assediarono quindi Jülich dalla piazzaforte di Huis te Reydt.

## L'assedio

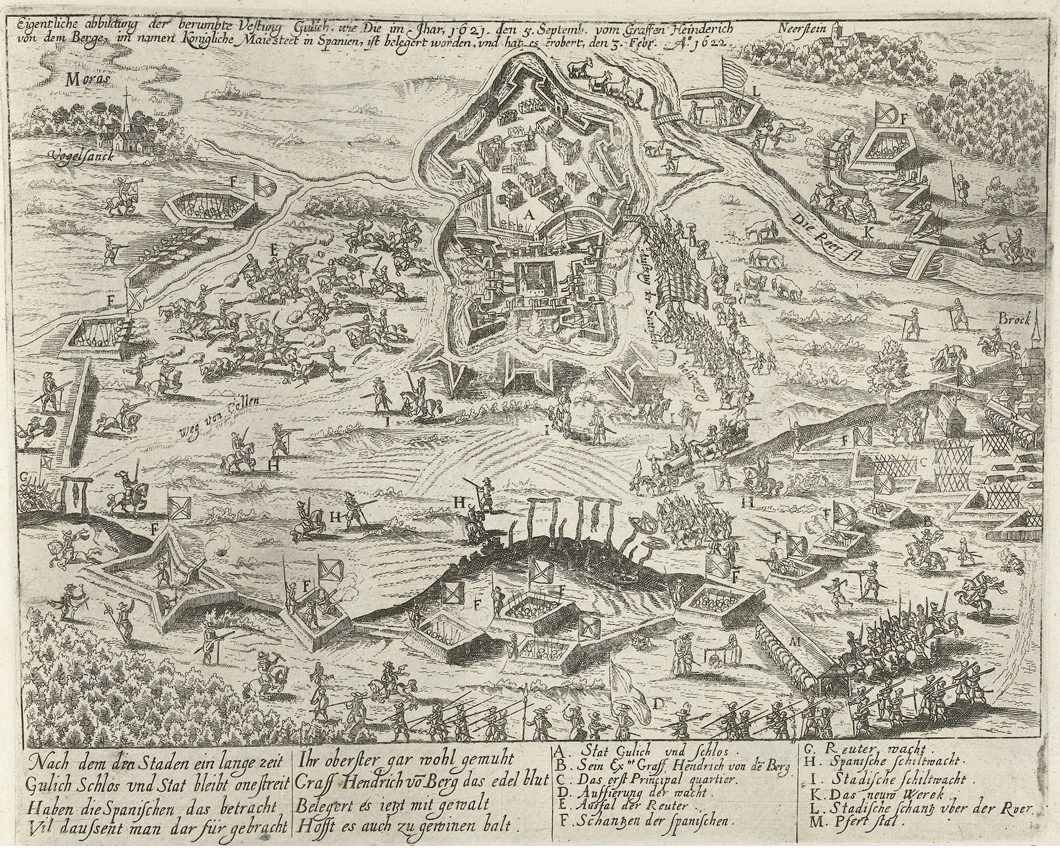
L'assedio e la presa di Jülich, 1621-1622, incisione della bottega di Frans Hogenberg, 1622-1624

Maurizio di Nassau si portò coi suoi uomini presso il fiume Reno a novembre per dare eventuale supporto alla città di Jülich assediata dagli spagnoli. Quando però seppe che gli spagnoli avevano già conquistato Waesel, Geldern e Venlo, decise di tendere un attacco a sorpresa al nemico su Maaseik così da poter rifornire da quella postazione Jülich. Ad ogni modo i piani di Maurizio trapelarono e gli spagnoli ne vennero informati tempestivamente.
Si distinse nello scontro il giovane tenente Jan van Weert che, alla sola età di sedici anni, riuscì a respingere duecento soldati spagnoli con soli 50 dei propri. Come ricompensa venne promosso maresciallo di campo.
Nel 1621, ad ogni modo, la città di Jülich disponeva ancora di ricche scorte di cibo, ma aveva terminato i soldi a propria disposizione per l'acquisto di armi e polvere da sparo. Alla fine di gennaio, terminarono inesorabilmente anche tutti i prodotti alimentari. Dopo cinque mesi di assedio il 22 gennaio, quando Maurizio era già tornato all'Aia coi propri uomini, il comandante Pithan venne costretto alla resa e firmò le condizioni con Van den Bergh con un periodo di tregua di dodici giorni per sgombrare la piazzaforte. La resa avvenne ufficialmente il 3 febbraio.

## Conseguenze
Gli olandesi riuscirono comunque a  trappare agli spagnoli alcune condizioni ulteriori: la città non avrebbe dovuto mutare la propria religione (quella protestante), l'ottenimento di carri e cavalli per il trasloco delle truppe altrove ed un lasciapassare per tornare in patria senza aggressioni a Nimega. Ai malati venne permesso di rimanere in città sino alla guarigione, dopodiché sarebbero stati condotti in salvo a Nimega. Duemila uomini lasciarono la città, lasciando agli spagnoli solo i cannoni e le provviste rimaste.
Dopo la firma della resa, il cardinale de la Cueva a Bruxelles commentò in una sua lettera al re "gli olandesi hanno sofferto molto per la perdita di Jülich".